# Kanjon

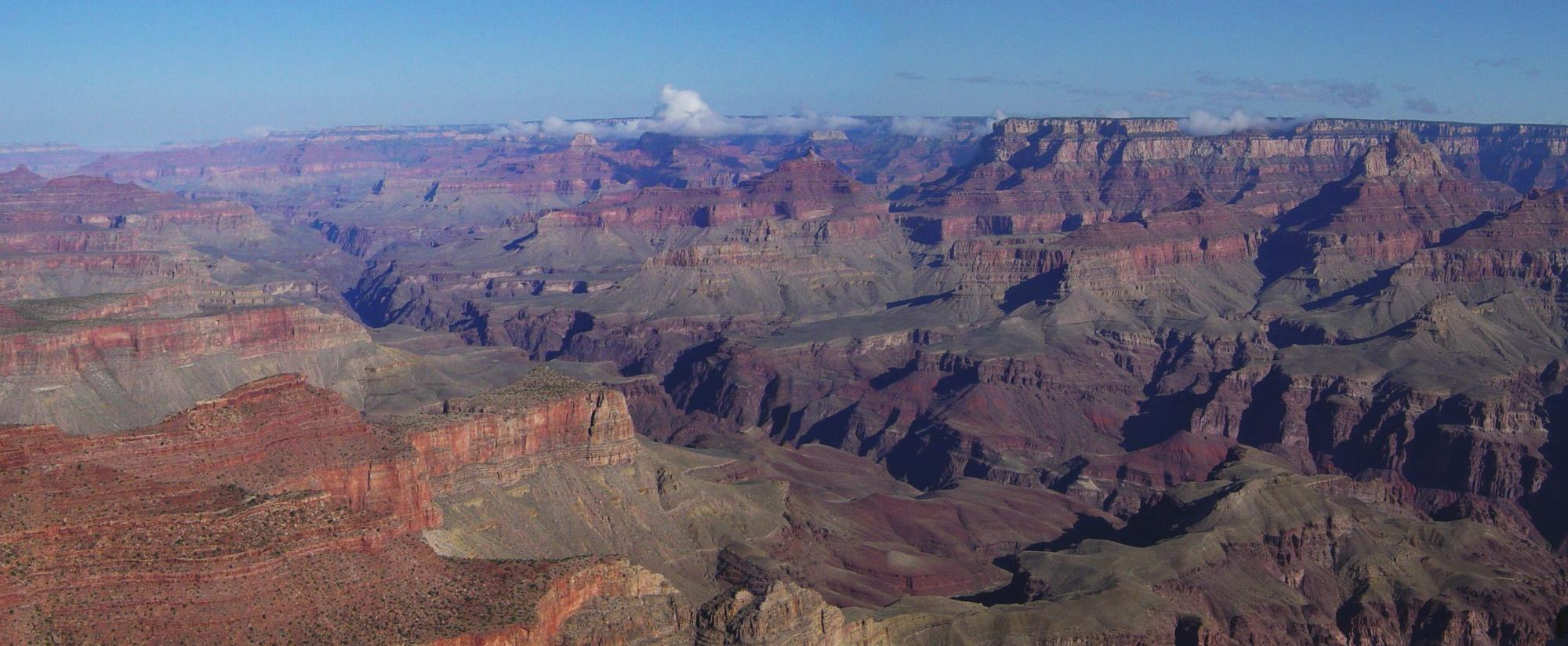
Grand Canyon

En kanjon (av engelska canyon, från spanska cañón ’ravin’, ’rör’) är en djup dalgång mellan höga klippväggar som skurits ut ur fast berggrund av ett vattendrag varigenom jord eller bergarter bryts ned och transporteras från en plats till en annan. Nedbrytningsprodukterna forslas bort genom luft, vatten och is i rörelse. Nivåskillnaderna i en kanjon kan uppgå till hundratals meter. 
Kanjoner är vanliga i västra Nordamerika, där berggrunden ofta består av sedimentära bergarter som är lätteroderade. I Sverige finns bland annat Abiskojåkkas kanjon, Evagraven (Evig- eller Evengraven) och Hällingsåfallets kanjon, Sveriges längsta kanjon.

## Kända kanjoner
- Grand Canyon
- Fish River Canyon
- Bryce Canyon nationalpark
- Palo Duro
- Valles Marineris